# Gibanica

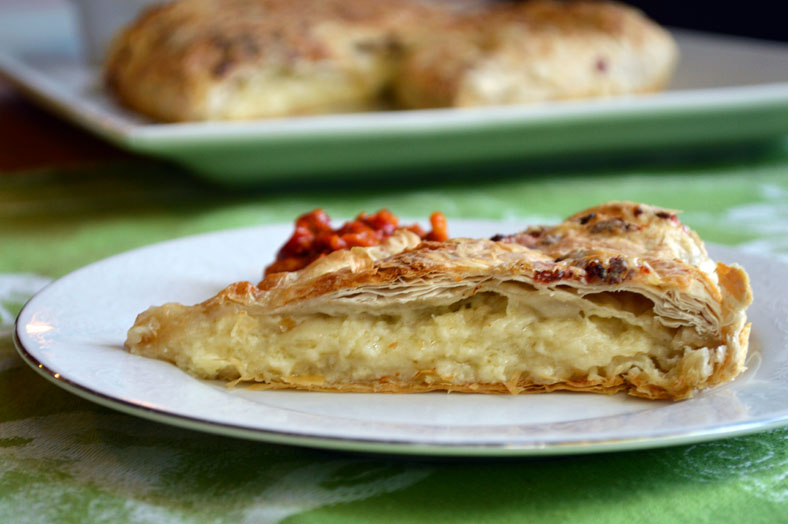
Une part de gibanica.

La gibanica (en alphabet cyrillique serbe : гибаница) est un mets serbe, généralement préparé avec un fromage blanc de Serbie, mais aussi avec d'autres fromages blancs, voire de la crème fraîche (pour la diaspora serbe en France).
D'autres variétés de ce mets peuvent également être trouvées dans les pays voisins des Balkans, notamment en Macédoine, où il est également connu sous le nom de gibanica (гибаница), et en Bulgarie, où il est généralement appelé banitsa (баница), ainsi qu'en Bosnie-Herzégovine, Slovénie et Croatie.
C'est un mets très populaire en Serbie et il est souvent consommé au petit-déjeuner, ou simplement comme un snack. La gibanica est le plus souvent faite avec du fromage blanc serbe, mais on peut aussi la préparer avec des épinards, de la viande ou des pommes de terre et des oignons.